# Ashby-de-la-Zouch
Ashby-de-la-Zouch (pot. Ashby) – miasto w Wielkiej Brytanii, w Anglii, w hrabstwie Leicestershire, w dystrykcie North West Leicestershire, w obrębie kompleksu National Forest. Zamieszkuje je 12 758 osób.

## Nazwa
Ta rzadka jak na Anglię nazwa ma podwójny źródłosłów. Słowo Ashby jest pochodzenia anglo-duńskiego i oznacza „jesionową farmę” (duń. by(r) – wieś, osada, farma), natomiast dodatek de la Zouch pochodzi z francuskiego i oznacza szlacheckiego właściciela pochodzenia francuskiego de la Souche, który objął tę farmę w XII wieku.

## Historia
W XV wieku powstał zamek, w którym sir Walter Scott umieścił akcję powieści Ivanhoe.

## Kultura
W Ashby-de-la-Zouch w połowie lat 90. XX wieku został założony indierockowy zespół muzyczny Young Knives.